# 桑德格拉本河 (美因河支流)
49°57′58″N 9°35′39″E / 49.966134°N 9.594233°E
桑德格拉本河（德語：Sandgraben），'是德國的河流，位於該國東南部，由巴伐利亞負責管轄，屬於美因河的右支流，河道全長1.7公里，流域面積6.3平方公里。